# Torna az 1900. évi nyári olimpiai játékokon
Az 1900. évi nyári olimpiai játékokon a tornában mindössze egy versenyszámban osztottak érmeket.

## Éremtáblázat
A táblázatban a rendező ország csapata eltérő háttérszínnel, az egyes számoszlopok legmagasabb értéke, vagy értékei
vastagítással kiemelve.
| Az 1900. évi nyári olimpiai játékok éremtáblázata tornában | Az 1900. évi nyári olimpiai játékok éremtáblázata tornában | Az 1900. évi nyári olimpiai játékok éremtáblázata tornában | Az 1900. évi nyári olimpiai játékok éremtáblázata tornában | Az 1900. évi nyári olimpiai játékok éremtáblázata tornában | Olimpia  |
| ---------------------------------------------------------- | ---------------------------------------------------------- | ---------------------------------------------------------- | ---------------------------------------------------------- | ---------------------------------------------------------- | -------- |
|                                                            | Ország                                                     | Arany                                                      | Ezüst                                                      | Bronz                                                      | Összesen |
|                                                            | Franciaország (FRA)                                        | 1                                                          | 1                                                          | 1                                                          | 3        |
|                                                            |                                                            |                                                            |                                                            |                                                            |          |
| Összesen                                                   | Összesen                                                   | 1                                                          | 1                                                          | 1                                                          | 3        |

## Érmesek
A táblázatban a rendező ország versenyzői eltérő háttérszínnel kiemelve.
| Az 1900. évi nyári olimpiai játékok érmesei tornában |                                             |                                      |                                            |
| Versenyszám                                          | Arany                                       | Ezüst                                | Bronz                                      |
| Összetett egyéni                                     | Gustave Sandras · Franciaország (FRA) · 302 | Noël Bas · Franciaország (FRA) · 295 | Lucien Démanet · Franciaország (FRA) · 293 |

## Magyar szereplés
| Magyar tornászok az 1900. évi nyári olimpiai játékokon |                                                |
| Versenyszám                                            | Magyar versenyzők                              |
| Torna, egyéni                                          | Kakas Gyula (88+) 211 p.Katona Gyula (kiesett) |